# Усне — письмове мовлення
Усне — письмове мовлення — графічно оформлена мова, організована на основі буквених і інших зображень, яка, незважаючи на письмову форму, володіє характеристиками усного мовлення з точки зору структури і лексики. Дана «проміжна» форма мови виникла внаслідок пристосування мови до умов спілкування в Інтернеті (зокрема, в чатах, блогосфері, соціальних мережах).
В усному — писемному мовленні чітко простежуються властивості усної комунікації:
- діалогічність;
- використання смайликів (емотиконів, емодзі), закреслювань, шрифтів та інших інструментів, які замінюють невербальні засоби усного спілкування (жестів, міміки);
- еліпсиси.

## Інструменти збагачення писемного мовлення
Виділяють декілька інструментів збагачення писемного мовлення:
- Смайлики, що виконують функції міміки й інтонації;
- Закреслення тексту, що використовується для позначення думок, тоді як «вголос» вимовляють інше (незакреслене);
- Опис поведінки, позначення емоцій текстом в зірочках (*ніяковіє*, *хмуриться*, *існує*);
- Регістр, великі та малі літери, часто сприймаються як аналог гучності;
- Різні шрифти для розставляння акцентів;
- Скорочення, які використовуються в цілях економії простору та швидкості набору тексту.